# Stefano De Sando
Stefano De Sando, pseudonimo di Giuseppe De Sando (Pizzo, 31 luglio 1954), è un attore e doppiatore italiano.
È noto al grande pubblico come doppiatore di Robert De Niro, a cui presta regolarmente la voce dopo la morte di Ferruccio Amendola.

## Biografia
Interprete teatrale dall'età di 18 anni, è stato membro della compagnia di Vittorio Gassman, che considera il suo maestro. Tra la fine degli anni settanta e i primi anni ottanta ha debuttato come attore cinematografico e televisivo, rivestendo il ruolo del mutilato nella pellicola Atsalut pader di Paolo Cavara del 1979 e, contemporaneamente ai suoi esordi come doppiatore, ha interpretato Dino Grandi nella miniserie Io e il duce, diretta da Alberto Negrin nel 1985. Ha doppiato Robert De Niro per la prima volta nel film Mission del 1986, subentrando infine a Ferruccio Amendola (morto nel 2001) come voce italiana dell'attore statunitense. Ha inoltre recitato per Nanni Loy nella parte del direttore del carcere nel film Scugnizzi del 1989, affiancando poi il regista nel programma Candid Camera dieci anni dopo, insieme a Mara Venier.

Stefano De Sando nel 1981

Negli anni 2000 De Sando ha partecipato come attore a diverse serie televisive, fra cui Il maresciallo Rocca.
Come doppiatore, ha dato la voce a Bernard Hill nel ruolo di re Théoden nella trilogia de Il Signore degli Anelli di Peter Jackson, Chazz Palminteri ne I soliti sospetti, Tim Robbins in Mystic River e La guerra dei mondi, Sam Neill in Jurassic Park di Steven Spielberg, nonché John Goodman, Ben Kingsley, Sam Shepard, Richard Jenkins, Nick Nolte, Tom Wilkinson, Peter Weller e Martin Sheen in diverse significative interpretazioni.
Fra gli attori doppiati nelle serie televisive ci sono Bryan Cranston nel ruolo di Walter White in Breaking Bad, Tom Selleck in Blue Bloods, James Gandolfini nel ruolo di Tony Soprano ne I Soprano, Ed O'Neill in Modern Family, Mark Addy nel ruolo di re Robert Baratheon nella serie televisiva Il Trono di Spade e Paul Sorvino in Law & Order - I due volti della giustizia.
Nei film d'animazione è la voce del Generale Li in Mulan, Clayton in Tarzan, Don Lino (doppiato nella versione originale da Robert De Niro) in Shark Tale, mentre nelle serie animate ha interpretato Gomez ne La famiglia Addams del 1992 e vari personaggi ne I Simpson.
Nel 2020 ha recitato in D.N.A. - Decisamente non adatti, esordio alla regia cinematografica dei comici Lillo & Greg.
È attivo anche in campo musicale.

## Filmografia

### Cinema
- Atsalut pader, regia di Paolo Cavara (1979)
- Il ragazzo del Pony Express, regia di Franco Amurri (1986)
- Scugnizzi, regia di Nanni Loy (1989)
- Carogne - Ciro and Me, regia di Enrico Caria (1995)
- Gli inaffidabili, regia di Jerry Calà (1997)
- Ma Shamal - Ritorno al deserto, regia di Paolo Fondato (1997)
- Blek Giek , regia di Enrico Caria (2001)
- Kidnapped, regia di Mario e Lamberto Bava (versione DVD del 2002 di Cani arrabbiati, con nuove scene e un montaggio alternativo; De Sando è doppiato da Roberto Pedicini)
- L'era legale, regia di Enrico Caria (2011)
- A mano disarmata, regia di Claudio Bonivento (2019)
- D.N.A. - Decisamente non adatti, regia di Lillo & Greg (2020)

### Televisione
- La bisbetica domata di William Shakespeare, regia di Marco Parodi - prosa televisiva trasmessa il 30 novembre 1982.[6]
- Io e il duce, regia di Alberto Negrin - miniserie TV (1985)
- Caccia al ladro d'autore - miniserie TV, terza puntata (1985)
- Strada senza uscita, regia di Anton Giulio Majano - miniserie TV (1986)
- Per sempre - Fino alla morte, regia di Lamberto Bava - film TV, ciclo Brivido giallo (1988)
- Il gioko, regia di Lamberto Bava - film TV, ciclo Alta tensione (1989)
- Rally - miniserie TV, 2 puntate (1989)
- Turno di notte - serie TV (1987-1988)
- Non aprite all'uomo nero, regia di Giulio Questi - film TV (1990)
- L'ispettore Sarti - Un poliziotto, una città - stagione 1, episodio 3 (1991)
- Pronto soccorso - miniserie TV, stagione 2 (1992)
- Una donna per amico - serie TV, episodio 1.5 (1998)
- Commesse - serie TV (1999-2002)
- Il maresciallo Rocca - serie TV, stagione 3, episodi 3.3 e 3.4 (2001)
- Valeria medico legale - serie TV, stagione 2, episodio 2 (2002)
- Amici miei di autori vari, regia di Claudio Insegno e Mauro Graiani - prosa televisiva trasmessa il 30 novembre 2002.[7]
- Incantesimo - soap opera, stagione 6 (2003)
- Elisa di Rivombrosa - serie TV, stagione 1 (2004)
- Papa Luciani - Il sorriso di Dio (2006)
- Pompei, regia di Giulio Base (2007)
- Quo vadis, baby? - miniserie TV, seconda puntata (2008)
- Due imbroglioni e... mezzo!, regia di Franco Amurri, miniserie TV, seconda puntata (2010)
- Lobby Girls - webserie (2014)

## Teatro
Per molti anni presente nella compagnia di Vittorio Gassman.
- Sindrome italiana di Mario Moretti, da Stefano Benni, regia di Lorenzo Salveti (1979)[8]
- La bisbetica domata di William Shakespeare, regia di Marco Parodi, scene e costumi di Giovanni Licheri, compagnia Giuseppe Pambieri-Lia Tanzi, con Francesco Vairano, Renzo Rinaldi, Marina Giordana (1981)
- Macbeth di William Shakespeare, regia di Vittorio Gassman, musiche di Gianandrea Gazzola, percussioni di Tony Esposito, con Vittorio Gassman, Annamaria Guarnieri, Carlo Montagna, Gil Baroni (1983)[9]
- Amici miei (2002), da Mario Monicelli, adattamento teatrale dell'omonimo film del 1975, nel ruolo del Prof. Sassaroli
- Datemi tre caravelle, musical di Carmelo Pennisi e Massimiliano Durante, musiche di Stefano Di Battista, regia di Gianni Quaranta, con Alessandro Preziosi, Anna Vinci, Noemi Smorra, Jacopo Sarno (2005-2006)
- Il conte di Montecristo, musical di Robert Steiner e Francesco Marchetti da Alexandre Dumas, regia di Gino Landi (2007)[10]
- Blues, regia di Silvio Peroni e Stefano De Sando (2009)[11]

## Radio
- Ugo negli sceneggiati di Rai Radio 2 Il ritorno di Fiamma (2002) e Fiamma a bordo (2006)
- Mahrajah e Principe russo in Mata Hari (sceneggiato, Rai Radio 2, 2003)
- Elvis (sceneggiato, Rai Radio 2, 2004)

## Doppiaggio

### Film
- Robert De Niro in Mission, Cento e una notte, Ronin, Ti presento i miei, 15 minuti - Follia omicida a New York, Le avventure di Rocky e Bullwinkle, The Score, Showtime, Un boss sotto stress, Colpevole d'omicidio, C'era una volta in America (ridoppiaggio), Godsend - Il male è rinato, Mi presenti i tuoi?, Il ponte di San Luis Rey, Nascosto nel buio, The Good Shepherd - L'ombra del potere, Stardust, Disastro a Hollywood, Sfida senza regole, Stanno tutti bene - Everybody's Fine, Machete, Stone, Vi presento i nostri, Limitless, Killer Elite, Capodanno a New York, Red Lights, Being Flynn, Il lato positivo - Silver Linings Playbook, Freelancers, Big Wedding, Killing Season, Cose nostre - Malavita, Last Vegas, American Hustle - L'apparenza inganna, Il grande match, Motel, Lo stagista inaspettato, Bus 657, Joy, Nonno scatenato, Joker, The Irishman, Nonno questa volta è guerra, C'era una truffa a Hollywood, Amsterdam, Wash Me in the River, Killers of the Flower Moon, In viaggio con mio figlio, Papà scatenato, The Alto Knights - I due volti del crimine
- Ben Kingsley in Il trionfo dell'amore, Thunderbirds, Slevin - Patto criminale, Prince of Persia - Le sabbie del tempo, Il dittatore, Iron Man 3, Medicus, Ender's Game, Exodus - Dei e re, Autobahn - Fuori controllo, War Machine, Security, Giochi di potere, Operation Finale, Shang-Chi e la leggenda dei Dieci Anelli, Jules
- James Gandolfini in Il castello, The Mexican - Amore senza la sicura, L'uomo che non c'era, Natale in affitto, Romance & Cigarettes, Tutti gli uomini del re, Lonely Hearts, Pelham 123 - Ostaggi in metropolitana, Cogan - Killing Them Softly, Zero Dark Thirty, The Incredible Burt Wonderstone, Non dico altro, Chi è senza colpa
- Ciarán Hinds in Oscar e Lucinda, Il matrimonio di mia sorella, Perdona e dimentica, Harry Potter e i Doni della Morte - Parte 2, The Woman in Black, La scomparsa di Eleanor Rigby, Hitman: Agent 47, Silence, Bleed - Più forte del destino, Red Sparrow, L'ultima vendetta
- John Goodman in Blues Brothers - Il mito continua, Le ragazze del Coyote Ugly, Death Sentence, L'occhio del ciclone - In the Electric Mist, La papessa, Flight, Natale all'improvviso, Boston - Caccia all'uomo, C'era una volta a Los Angeles, Valerian e la città dei mille pianeti, Captive State
- Sam Shepard in Non bussare alla mia porta, Bandidas, L'assassinio di Jesse James per mano del codardo Robert Ford, Brothers, Fair Game - Caccia alla spia, Safe House - Nessuno è al sicuro, Ithaca - L'attesa di un ritorno, In Dubious Battle - Il coraggio degli ultimi
- Bryan Cranston in Contagion, John Carter, Argo, Godzilla, Proprio lui?, The Disaster Artist, El Camino: Il film di Breaking Bad, L'unico e insuperabile Ivan, Argylle - La super spia, La trama fenicia
- Richard Jenkins in Ipotesi di reato, I Heart Huckabees - Le strane coincidenze della vita, The Kingdom, Blood Story, Quella casa nel bosco, Jack Reacher - La prova decisiva, Sotto assedio - White House Down, The Hollars, La fiera delle illusioni - Nightmare Alley
- Nick Nolte in La colazione dei campioni, Trixie, Hotel Rwanda, I misteri di Pittsburgh, Spiderwick - Le cronache, Tropic Thunder, Un viaggio indimenticabile, Attacco al potere 3 - Angel Has Fallen
- Danny Huston in Star System - Se non ci sei non esisti, Tradire è un'arte - Boogie Woogie, Hitchcock, Big Eyes, Frankenstein, Io, Stanlio & Ollio, Arrivederci professore, Horizon: An American Saga - Capitolo 1, The Crow - Il corvo
- Charles Dance in Preso in trappola, Scoop, The Imitation Game, Victor - La storia segreta del dott. Frankenstein, Io prima di te, Omen - L'origine del presagio
- Colm Feore in City of Angels - La città degli angeli, Paycheck, The Chronicles of Riddick, Changeling, The Prodigy - Il figlio del male
- Tom Wilkinson in Stage Beauty, Batman Begins, Il debito, Fury, Affare fatto
- Peter Weller in New Age - Nuove tendenze, La setta dei dannati, Into Darkness - Star Trek, Skin Trade - Merce umana
- Martin Sheen in Wall Street, The Departed - Il bene e il male, Bobby, Bordertown
- Chazz Palminteri in Pallottole su Broadway, I soliti sospetti, Bugie, baci, bambole & bastardi, Guida per riconoscere i tuoi santi
- Sam Neill in Jurassic Park, Mowgli - Il libro della giungla, Jurassic Park III, The Adventurer - Il mistero dello scrigno di Mida, Jurassic World - Il dominio
- Amitabh Bachchan in Non dire mai addio, Gara di cuori, Senza zucchero, Teen Patti
- Mike Starr in Gloria, Tentazione mortale Se ti investo mi sposi?
- Chris Cooper in Seabiscuit - Un mito senza tempo, Breach - L'infiltrato, I Muppet
- Anthony LaPaglia in Phoenix - Delitto di polizia, Accordi e disaccordi, The Eichmann Show - Il processo del secolo
- Billy Connolly in Lemony Snicket - Una serie di sfortunati eventi, Garfield 2, X-Files - Voglio crederci
- Stephen Fry in Gli amici di Peter, V per Vendetta, Sherlock Holmes - Gioco di ombre
- Bryan Brown in ...e alla fine arriva Polly, Australia, Gods of Egypt, Tutti tranne te
- Jesper Christensen in Gli innocenti, Quantum of Solace, Spectre
- Ed Harris in Il nemico alle porte, A Beautiful Mind, Run All Night - Una notte per sopravvivere
- Thomas Thieme in Le vite degli altri, Berlin 36, Lezioni di sogni
- Vinnie Jones in Lock & Stock - Pazzi scatenati, X-Men - Conflitto finale
- Elias Koteas in La sottile linea rossa, Il messaggero - The Haunting in Connecticut
- Bernard Hill in Il Signore degli Anelli - Le due torri, Il Signore degli Anelli - Il ritorno del re
- Gary Oldman in La talpa, L'ora più buia, Mank
- Terence Stamp in L'inglese, Mistero a Crooked House
- Ray Winstone in Fuori controllo, London Boulevard
- John Lithgow in L'alba del pianeta delle scimmie, Candidato a sorpresa
- John Rhys-Davies in Vengo a prenderti, Indiana Jones e il quadrante del destino
- Nicolas Cage in Arizona Junior, Red Rock West
- Timothy Spall in Sweeney Todd - Il diabolico barbiere di Fleet Street, Upside Down
- David Strathairn in Attori, Sogno di una notte di mezza estate, Le giraffe, Il caso Thomas Crawford
- Brendan Gleeson in Troy, La regola del silenzio - The Company You Keep
- Jeff Bridges in Il mattino dopo, Hell or High Water
- William H. Macy in Homicide, Oleanna
- Oded Fehr in La mummia, La mummia - Il ritorno
- Tim Robbins in Mystic River, La guerra dei mondi
- Joaquim de Almeida in Fast & Furious 5, Fast X
- Ulrich Thomsen in Hitman - L'assassino
- Tommy Lee Jones in Lincoln
- Robert Duvall in Apocalypse Now Redux
- Ralph Brown in Gemini Man
- Kevin Pollak in Hostage
- Mickey Rourke in I mercenari - The Expendables
- James Rebhorn in La neve cade sui cedri
- Steve Martin ne La piccola bottega degli orrori
- Simón Andreu in Le cronache di Narnia - Il principe Caspian
- Gary Sweet in Le cronache di Narnia - Il viaggio del veliero
- John Doman in Un uomo tranquillo
- Albert Brooks in Drive
- Börje Ahlstedt in Vanità e affanni
- Vincent D'Onofrio in Bulletproof Man
- Marlon Brando in Il padrino (ridoppiaggio)
- Paul Gleason in Trappola di cristallo
- Patrick Swayze in Black Dog
- Michael Kitchen in Marilyn
- Stephen Root in Selma - La strada per la libertà
- Victor Garber in Titanic
- Joe Pantoliano in Memento
- Temuera Morrison in Lanterna Verde
- Kenneth Cranham in Un'ottima annata - A Good Year
- Chris Noth in The Perfect Man
- Patrick St. Esprit in Independence Day - Rigenerazione
- Jeffrey DeMunn in The Majestic
- Brad Leland in Deepwater - Inferno sull'oceano
- Peter Egan in The Wedding Date - L'amore ha il suo prezzo
- Danny DeVito in Il giardino delle vergini suicide
- James Woods in Scary Movie 2
- Michael Ironside in Terminator Salvation
- Michael Rooker in L'impostore
- Terry Kinney in Ted Bundy - Fascino criminale
- E.E. Bell in Come l'acqua per gli elefanti
- Robert Wuhl in Batman
- Ben Cross in The Mechanik
- David Roberts in Matrix Revolutions
- Bill Paxton in Aliens - Scontro finale
- Timothy Stack in Scary Movie 3 - Una risata vi seppellirà
- Tomas Arana in The Bourne Supremacy
- Michael O'Neill in Transformers
- Art LaFleur in Air America
- Phil McGraw in Scary Movie 4
- Robert Shaw in Lo squalo (ridoppiaggio)
- Frank Langella in Captain Fantastic
- Richard Libertini in Nell
- Robert Lindsay in Grace di Monaco
- Robert Smigel in Little Nicky - Un diavolo a Manhattan
- Michael Mendl in La caduta - Gli ultimi giorni di Hitler
- Chow Yun-Fat in The Killer
- Mohammad Bakri in La masseria delle allodole
- Howard Rosenman in Milk
- Michael Cristofer in L'amore e altri luoghi impossibili
- Charles Cioffi in Missing - Scomparso (ridoppiaggio)
- John Carroll Lynch in Ted 2
- Stephen Adly Guirgis in Margaret
- Stanley Desantis in Mi chiamo Sam
- José María Blanco in Papa Luciani: Il sorriso di Dio
- Toni Servillo in Tre destini, un solo amore
- Kevin McNally in High Heels and Low Lifes
- Simon Russell Beale in L'arma dell'inganno - Operation Mincemeat
- Biff Manard in Un genio per amico
- Devid Striesow in Niente di nuovo sul fronte occidentale
- David Ogden Stiers in La maledizione dello scorpione di giada
- Cornell S. John in L'esorcista del papa
- George Costigan in Calendar Girls
- Narratore in Dante

### Film d'animazione
- Aronne ne Il principe d'Egitto
- Re Giacomo I in Pocahontas II - Viaggio nel nuovo mondo
- Generale Li in Mulan
- Clayton in Tarzan
- Presid. Douglas in Lupin III - Le profezie di Nostradamus
- Shere Khan ne Il libro della giungla 2
- Don Lino in Shark Tale
- Zugor in Tarzan 2
- Johnny in I Muppet e il mago di Oz
- Capitano Gonzalo Narvaez in Johan Padan a la descoverta de le Americhe
- Melvin in Chicken Little - Amici per le penne
- Stan in Uno zoo in fuga
- Babbo Natale in Shrekkati per le feste
- Makunga in Madagascar 2
- Vinnie in Bolt - Un eroe a quattro zampe
- Botticelli ne Le avventure del topino Despereaux
- Metalbeak ne Il regno di Ga'Hoole - La leggenda dei guardiani
- Prof. Derek Knight in Monsters University
- Blade Ranger in Planes 2 - Missione antincendio
- Shanker Saunderson in Fuga dal pianeta Terra
- Fluke in Alla ricerca di Dory
- Capo ne L'isola dei cani
- Don Corvoleone in Richard - Missione Africa
- Count von Count ne Le avventure di Elmo in Brontolandia
- Kamaji ne La città incantata (1° doppiaggio)
- Saul ne La grande storia di Davide e Golia
- Il calderone magico in C'era una volta Halloween
- Edgar Crook in Lucky Luke e la più grande fuga dei Dalton
- Capitano Mathius in Dead Space - La forza oscura
- Fleetwood Yak in Rock Dog
- Otto Von Walrus in Arctic - Un'avventura glaciale
- Dr. Rupert Crewried ne La famiglia Addams 2
- Zio Dan in Prendi il volo

### Serie televisive
- Bryan Cranston in Breaking Bad, Your Honor, Sneaky Pete, Better Call Saul
- Oliver Platt in Chicago Med, Chicago Justice, Chicago P.D., Chicago Fire
- Mandy Patinkin in Criminal Minds, Homeland - Caccia alla spia, Morte e altri dettagli
- Anthony LaPaglia in Senza traccia, Riviera
- John Lithgow in Una famiglia del terzo tipo, Trial & Error, Dexter: New Blood, Dexter: Resurrection
- John Goodman in Pappa e ciccia, Black Earth Rising
- Jeffrey DeMunn in Law & Order - I due volti della giustizia, The Walking Dead
- Victor Garber in Law & Order - I due volti della giustizia, Motive
- James Gandolfini ne I Soprano
- Erick Avari in The Chosen
- Thomas Craig in I misteri di Murdoch
- Simon Kunz in The Last Kingdom
- Jared Harris in Carnival Row
- Tom Selleck in Blue Bloods
- Dustin Hoffman ne I Medici
- Mark Addy ne Il Trono di Spade
- Chris Cooper in 22.11.63
- Timothy Dalton in Penny Dreadful
- Larry Hagman in Dallas
- Miguel Sandoval in Medium
- William Shatner in $#*! My Dad Says
- Nick Nolte in Graves
- James Faulkner in Da Vinci's Demons
- Jon Voight in 24
- Xander Berkeley in Nikita
- Robert Forster in Heroes
- Ciarán Hinds in Roma
- John Spencer in West Wing - Tutti gli uomini del Presidente
- Ed O'Neill in Modern Family
- Paul Sorvino in Law & Order - I due volti della giustizia
- John Diehl in The Shield
- Philip Jackson in Poirot
- Roy Billing in Underbelly: A Tale of Two Cities
- Ernie Sabella in Raven
- David Zayas in Gotham
- Tim Curry in Psych
- Craig T. Nelson in My Name Is Earl, Young Sheldon
- Peter Greene in The Black Donnellys
- Skipp Sudduth in Law & Order - Unità vittime speciali
- Héctor Elizondo in Grey's Anatomy
- Robert De Niro in 30 Rock
- Saul Rubinek in Hunters
- Nicholas Campbell in Coroner
- Roger Allam in Il giovane ispettore Morse
- Boris McGiver in For Life
- Richard Jenkins in Dahmer - Mostro: la storia di Jeffrey Dahmer
- Tim Allen in Nuovo Santa Clause cercasi, Quell'uragano di figlia
- Michael Mendl in Madre Teresa
- Glynn Turman in Percy Jackson e gli dei dell'Olimpo
- Haluk Bilginer in The Veil
- Domenick Lombardozzi in The Wire

### Serie animate
- Hector Polpetta in Hector Polpetta, Brutti e cattivi
- Gary Chalmers (1ª voce, st. 4), Rex Banner, Adam West, Hugh Hefner, Tony Ciccione (st. 33+) e altre voci ne I Simpson[12]
- James Woods, Paul Gleason, Bryan Cranston, Dennis Farina e altri personaggi ne I Griffin[13]
- Conquest in Invincible
- Cuordileone ne Gli orsetti del cuore
- Gomez Addams ne La famiglia Addams (1992)
- Gordon in Armitage III
- Metallo in Superman
- Buck Strickland in King of the Hill
- Wynn in Spawn
- Cap. Taylor in Full Metal Panic!
- Dazzle in Ultimate Muscle
- Lavois in Holly & Benji Forever
- Maestro Zodiaco ne La leggenda del drago
- Takenaka in Black Lagoon
- Direttore in Yes! Pretty Cure 5 GoGo!
- La vedova in Crash Canyon
- Tomomi Masaoka in Psycho-Pass
- Lenny Turteltaub in BoJack Horseman
- Vendel in Trollhunters - I racconti di Arcadia
- Mr. Makuro in Lego Hero Factory
- Capo Randall Crawford in Paradise Police (st. 2)
- Professor Knight in Monsters & Co. la serie - Lavori in corso!
- Maestro Dooku in Tales of the Jedi

### Videogiochi
- Clayton in Tarzan (1999)[14]
- Blade Ranger in Planes: Fire & Rescue (2014)[15]

## Musica
- Autore di cinque brani incisi da Ornella Vanoni nell'album Quante storie (1990)
- Voce recitante nel brano Mare Jonio dell'album di Mimmo Cavallo Dalla parte delle bestie (2014)